# 長宮 (ふじみ野市)
長宮（ながやま）は、埼玉県ふじみ野市の町名。現行行政地名は長宮一丁目および二丁目。郵便番号は356-0022。

## 地理
ふじみ野市の東部の武蔵野台地の縁で新河岸川沿いの低地に位置する。主に住宅地として利用されている。

## 歴史

### 沿革
- 1973年（昭和48年）2月7日 - 土地改良事業により[4]、大字福岡、大字中福岡の一部から長宮一丁目および二丁目が成立[5]。町名は当地に建立する長宮氷川神社に因む[4]。
- 2005年（平成17年）10月1日　- 入間郡大井町と合併してふじみ野市になり、ふじみ野市の町丁となる。

## 世帯数と人口
2017年（平成29年）10月1日現在の世帯数と人口は以下の通りである。
| 丁目       | 世帯数  | 人口  |
| ---------- | ------- | ----- |
| 長宮一丁目 | 95世帯  | 266人 |
| 長宮二丁目 | 176世帯 | 435人 |
| 計         | 271世帯 | 701人 |

## 小・中学校の学区
市立小・中学校に通う場合、学区（校区）は以下の通りとなる。
| 丁目       | 番地 | 小学校                 | 中学校                   |
| ---------- | ---- | ---------------------- | ------------------------ |
| 長宮一丁目 | 全域 | ふじみ野市立福岡小学校 | ふじみ野市立花の木中学校 |
| 長宮二丁目 | 全域 | ふじみ野市立福岡小学校 | ふじみ野市立花の木中学校 |

## 施設
- 長宮氷川神社
- ふじみ野市立上福岡歴史民俗資料館
- ふじみ野市立滝保育園